# Laisvės alėja

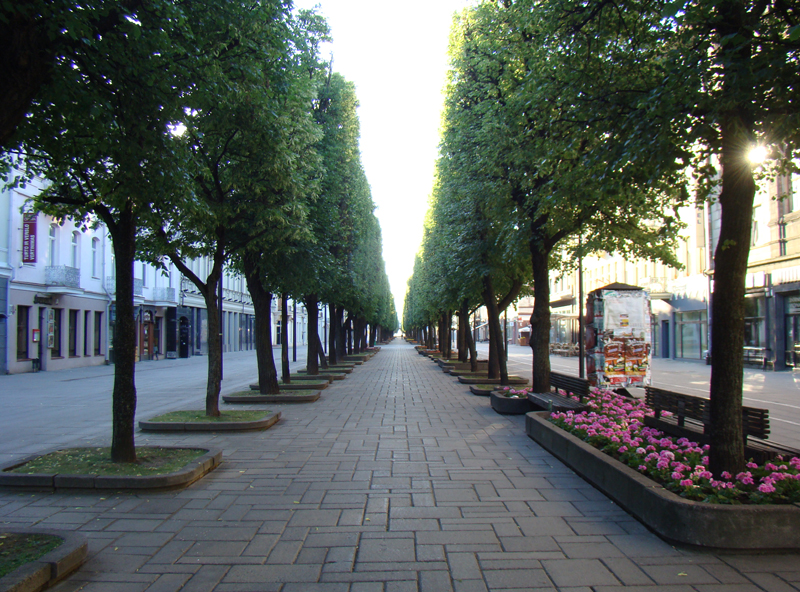
Laisvės alėja, 2011.

Laisvės Alėja (bokstavligen "Frihetsboulevarden" eller "Frihetsavenyn") är en framstående gågata i staden Kaunas i Litauen. Den sträcker sig från den helige ärkeängeln Mikaels kyrka till centrala postkontoret och Tadas Ivanauskas zoologi museum samt Kaunas "Old Town", den äldsta delen av Kaunas.
Gatan sträcker sig 1,6 km och är den längsta gågatan i Östra Europa. Motorfordon kan inte färdas på Laisvės Alėja, men fordon kan korsa den vid korsningar med andra gator där biltrafik är tillåten. Boulevarden är uppdelad i två gångvägar med en mittremsa som kantas av lindar.
Både Kaunas State Musical Theatre och Kaunas State Drama Theatre ligger längs gatan, liksom Kaunas Red Cross Hospital.

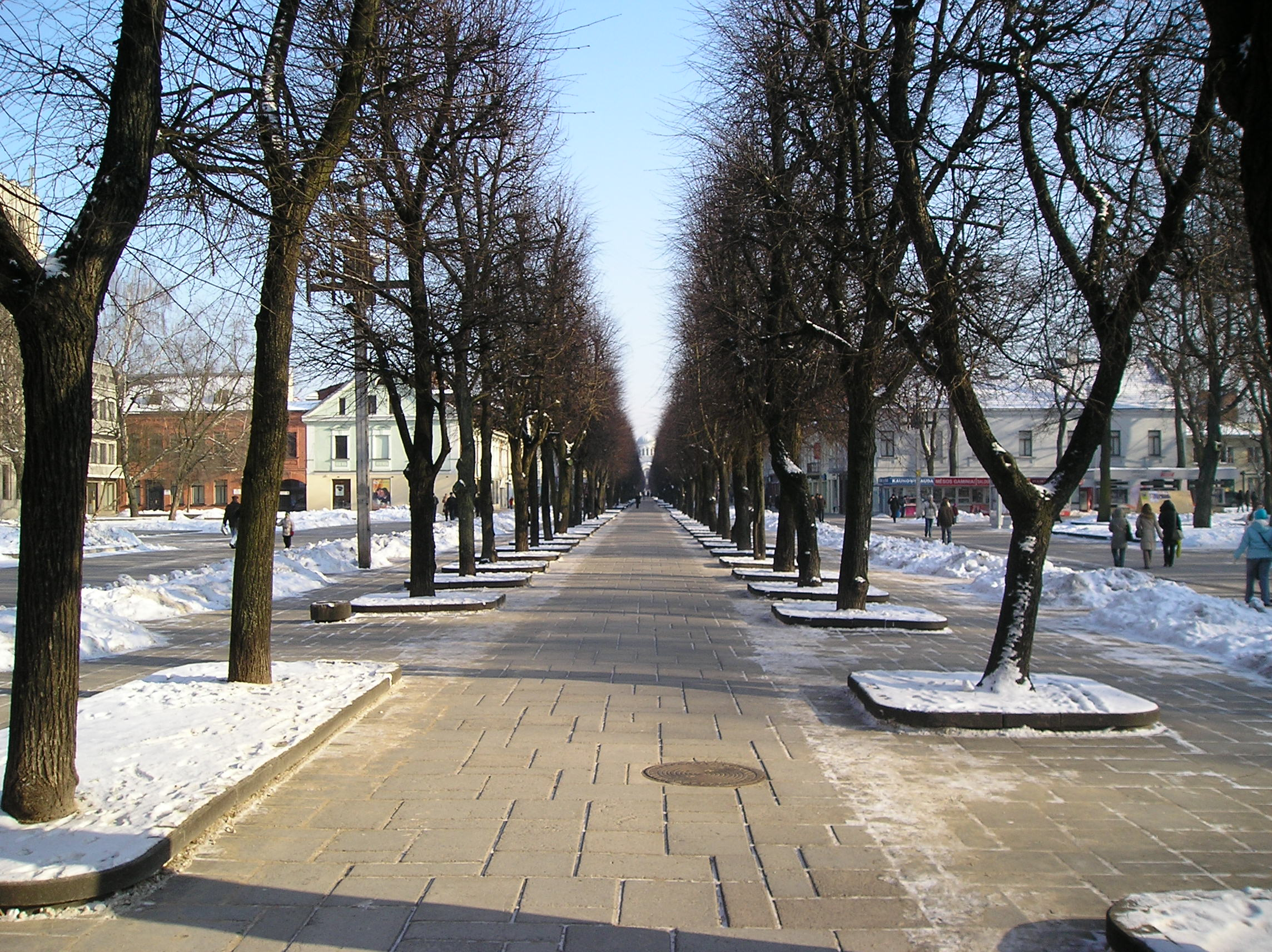
Laisvės Alėja under vintern.